# Bonnierella lapisi
Bonnierella lapisi är en kräftdjursart som beskrevs av J. L. Barnard 1964. Bonnierella lapisi ingår i släktet Bonnierella och familjen Ischyroceridae. Inga underarter finns listade i Catalogue of Life.